# 片野大輔
片野 大輔（かたの だいすけ、1985年1月7日）は、日本の経営者。東京都出身。筑波大学附属駒場中学校・高等学校を経て、東京大学工学部を卒業。
ドリームインキュベータに入社、ボストン・コンサルティング・グループを経て、アジアを中心に展開するコンサルティングファームのYCP Japan代表取締役。
2018年よりディープテック系スタートアップ代表取締役、2023年よりNASDAQ上場米企業の Director & COO を務めた。
2024年よりデータセクション取締役、スペースデータ経営戦略アドバイザー、YCP Group Alliance Partner等を務める。